# Nizhnebakánskaya
Nizhnebakánskaya (del ruso: Нижнебака́нская) es una stanitsa del raión de Krymsk del krai de Krasnodar, en Rusia. Está situada en las vertientes septentrionales del extremo de poniente del Cáucaso Occidental, en una zona de montañas boscosas, a orillas del río Bakanka, afluente del Adagum, de la cuenca del Kubán, 12 km al suroeste de Krymsk y 93 km al oeste de Krasnodar. Tenía 8 277 habitantes en 2010
Es cabeza del municipio Nizhnebakanskoye, al que pertenecen asimismo Gaponovski, Neberdzháyevskaya, Zhemchuzhni.

## Historia
Le nombre de la localidad deriva del río Bakanka, cuyo nombre a su deriva del kan ávaro Bakana, que derrotó aquí a los kabardianos.
En 1859 se construyó el fuerte cosaco Bakanski sobre el monte Kabze, formándose entre el río y el fuerte una stanitsa que fue fundada oficialmente el 1 de junio de 1862. Inicialmente la población se compuso de 286 personas, emigrantes de las stanitsas Novodzherelíyevskaya, Kisliakóvskaya y Novokórsunskaya. Los numerosos arroyos exigían puentes, de modo que en 1863 se contaban quince en los alrededores de la localidad. Los primeros años fueron difíciles debido a la ausencia de pastos y de siega de heno, problemas que se acrecentaban con los frecuentes ataques de los montañeses circasianos. 
La localidad recibió inmigración griega que había sido súbdita otomana. Con 400 habitantes en 1882, pierde el estatus de stanitsa, figurando como posiólok Nizhnebakanski, entre 1871 y 1888. Ese último año se finaliza la construcción del ferrocarril Ekaterinodar-Novorosíisk, que aceleró el desarrollo de la población.  Entre 1934 y 1953 fue centro administrativo del raión nacional griego. El 11 de febrero de 1958 fue elevada al rango de asentamiento de trabajo, con el nombre Nizhnebakanski. En 2001 la población volvió al rango de stanitsa con su nombre actual.
El 7 de julio de 2012 la localidad se vio afectada por graves inundaciones, que dañaron seriamente el puente sobre el Bakanka y arrasaron varios edificios

## Demografía
| 2002  | 2010  |
| ----- | ----- |
| 8 538 | 8 277 |

### Composición étnica
De los 8 538 habitantes que había en 2002, el 50.9 % era de etnia rusa, el 28.0 % era de etnia turca, el 7.1 % era de etnia tártara, el 2.3 % era de etnia azerí, el 2.1 % era de etnia griega, el 1.6 % era de etnia ucraniana, el 0.4 % era de etnia armenia, el 0.4 % era de etnia bielorrusa, el 0.2 % era de etnia alemana, el 0.1 % era de etnia georgiana y el 0.1 % era de etnia gitana

## Lugares de interés
Los alrededores de la localidad son naturalmente bellos, distinguiéndose por la variedad de su fauna y flora.
En la localidad se halla un memorial en homenaje a los soldados del ejército de Tamán del Ejército Rojo de Obreros y Campesinos que operó entre agosto de 1918 y febrero de 1919.

## Economía y transporte
Las principales actividades económicas de la stanitsa son la elaboración de cerámica y materiales de construcción, y la viticultura.
Cuenta con una estación ferroviaria (Bakánskaya) en la línea Krymsk-Novorosíisk. La carretera A146 Krasnodar-Novorosíisk pasa por la localidad.